# 14812 Rosario
14812 Rosario là một tiểu hành tinh vành đai chính với chu kỳ quỹ đạo là 1397.5992428 ngày (3.83 năm).
Nó được phát hiện ngày 9 tháng 5 năm 1981.
Nó được đặt theo tên Argentinian city thuộc Rosario.